# فرانیو آراپوویچ
فرانیو آراپوویچ (کرواتی: Franjo Arapović؛ زادهٔ ۲ ژوئن ۱۹۶۵) بازیکن بسکتبال و سیاست‌مدار اهل یوگسلاوی بود.